# واکنش رزنموند–فون براون
واکنش رزنموند–فون براون (انگلیسی: Rosenmund–von Braun reaction) واکنشی در شیمی آلی است که طی آن یک آریل هالید با مس (I) سیانید واکنش داده و یک آریل نیتریل تولید می‌کند.
این واکنش به افتخار شیمیدان آلمانی کارل ویلهلم رزنموند و ژولیوس فون براون نام‌گذاری شده‌است.